# Hadena juncta
Hadena juncta là một loài bướm đêm trong họ Noctuidae.